# Parsberg
Parsberg település Németországban, azon belül Bajorországban. Lakosainak száma 7667 fő (2023. december 31.).

## Népesség
A település népessége az elmúlt években az alábbi módon változott:
| Lakosok száma | 1422 | 2427 | 4860 | 5619 | 6593 | 6731 | 6955 | 7046 | 7432 | 7667 |
|               | 1875 | 1950 | 1975 | 1987 | 2012 | 2014 | 2016 | 2017 | 2021 | 2023 |

## Fekvése
A Deichselberg lábánál, a B 8-as út közelében fekvő település.

## Története

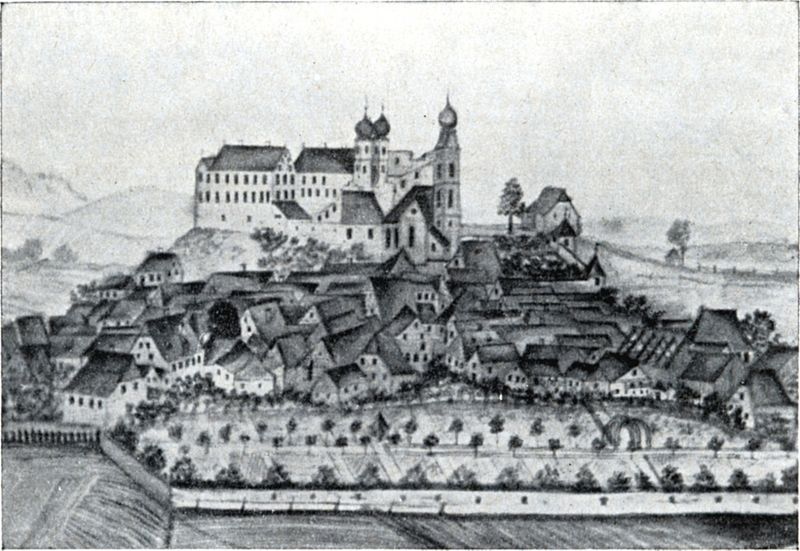

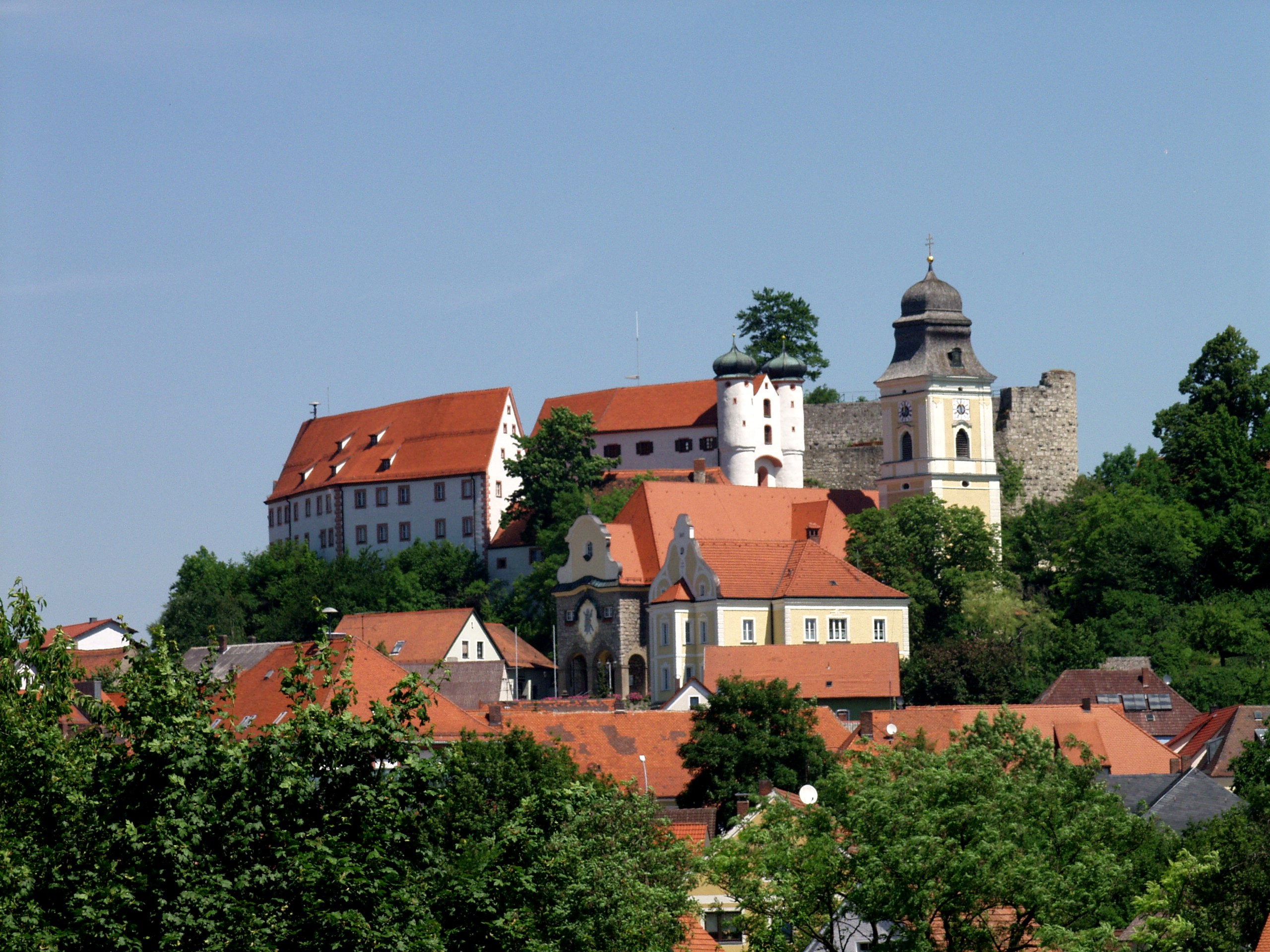

A Deichselberg lábánál fekvő város szép reneszánsz kastélya (Schloss) a 16. században épült. Templomában gótikus keresztelőmedence maradt fenn.

## Nevezetességek
- Szent Andrásról elnevezett temploma.
- Kastélya- reneszánsz stílusban épült. Benne gótikus keresztelőmedence található.

## Galéria

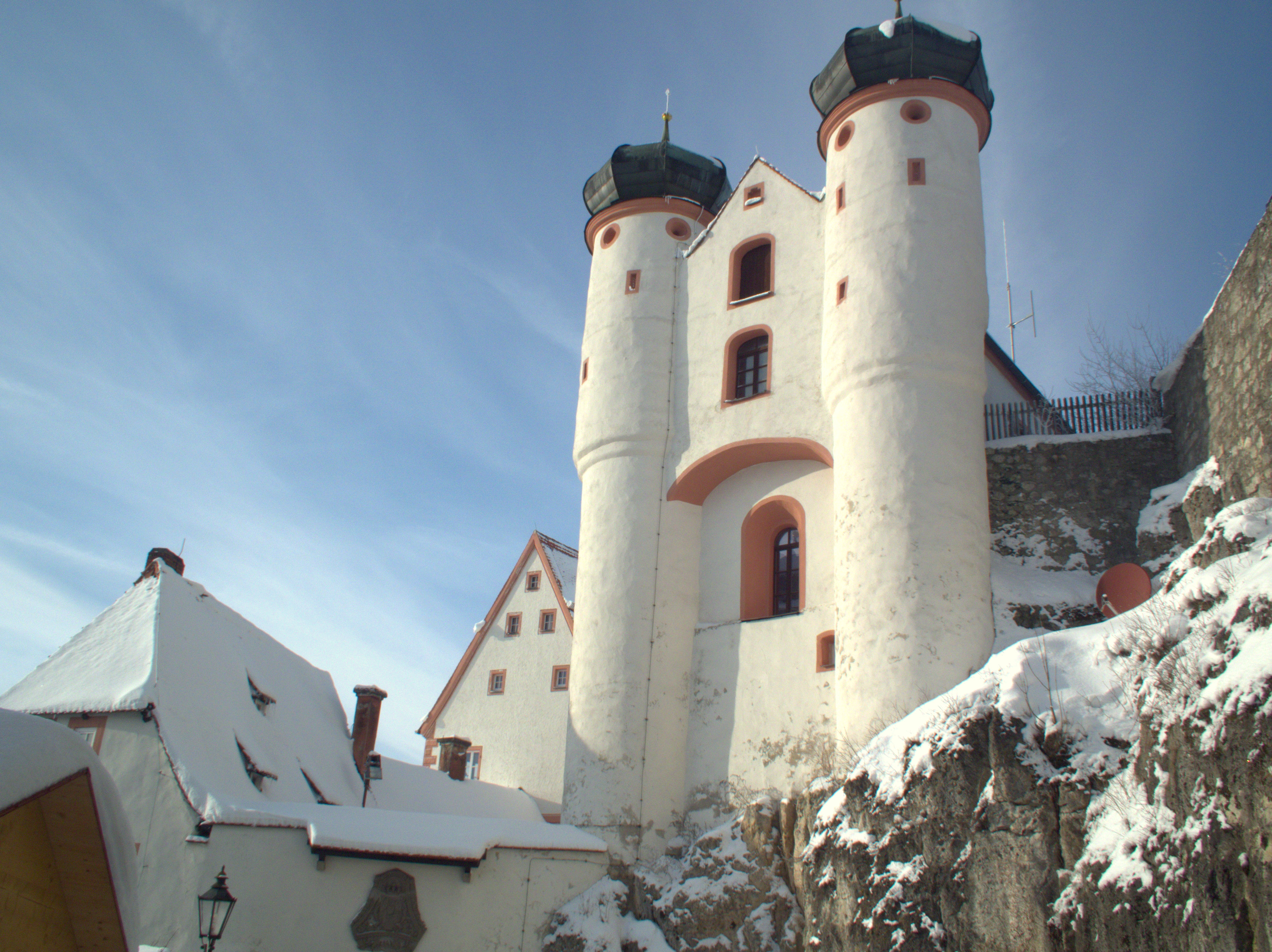
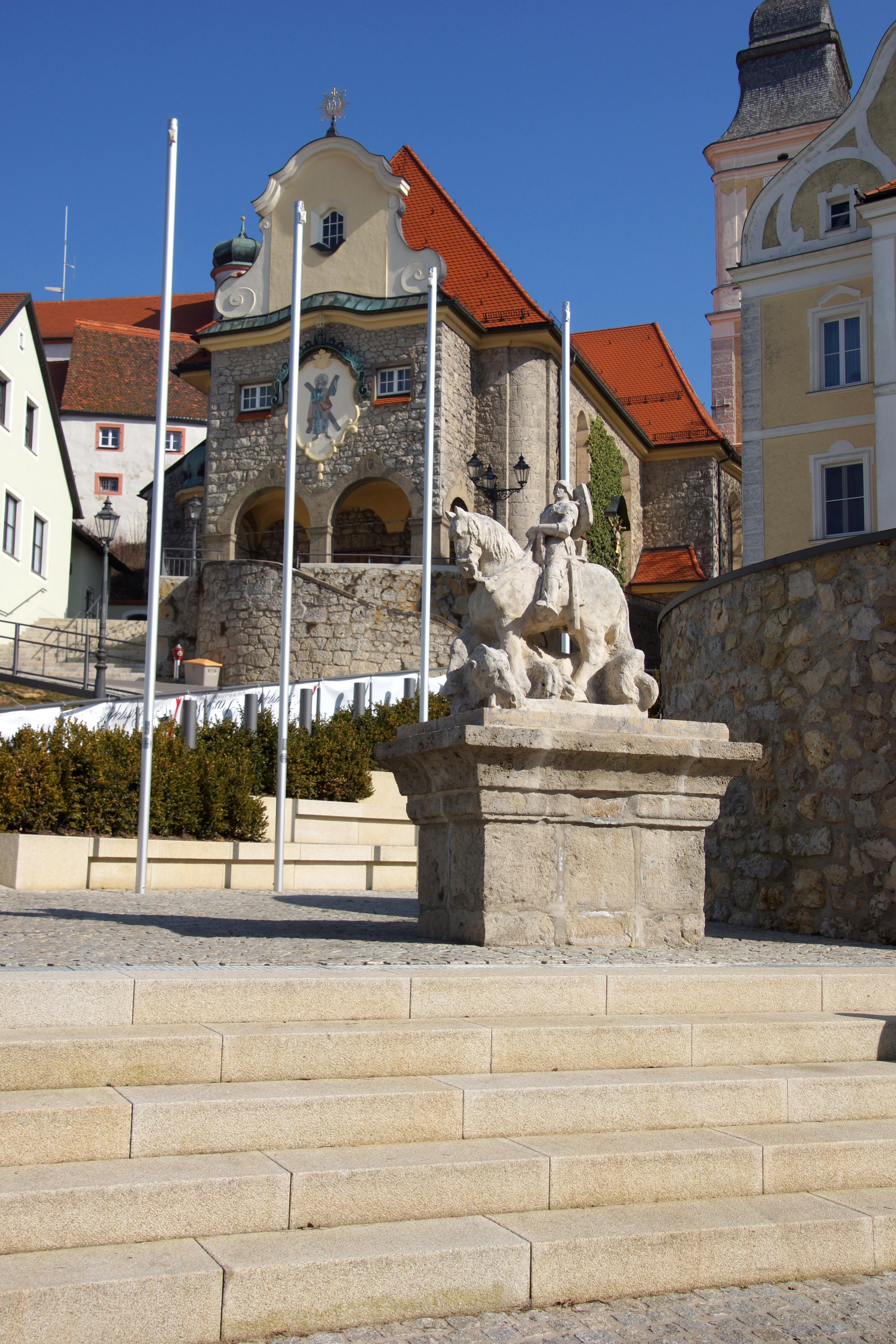
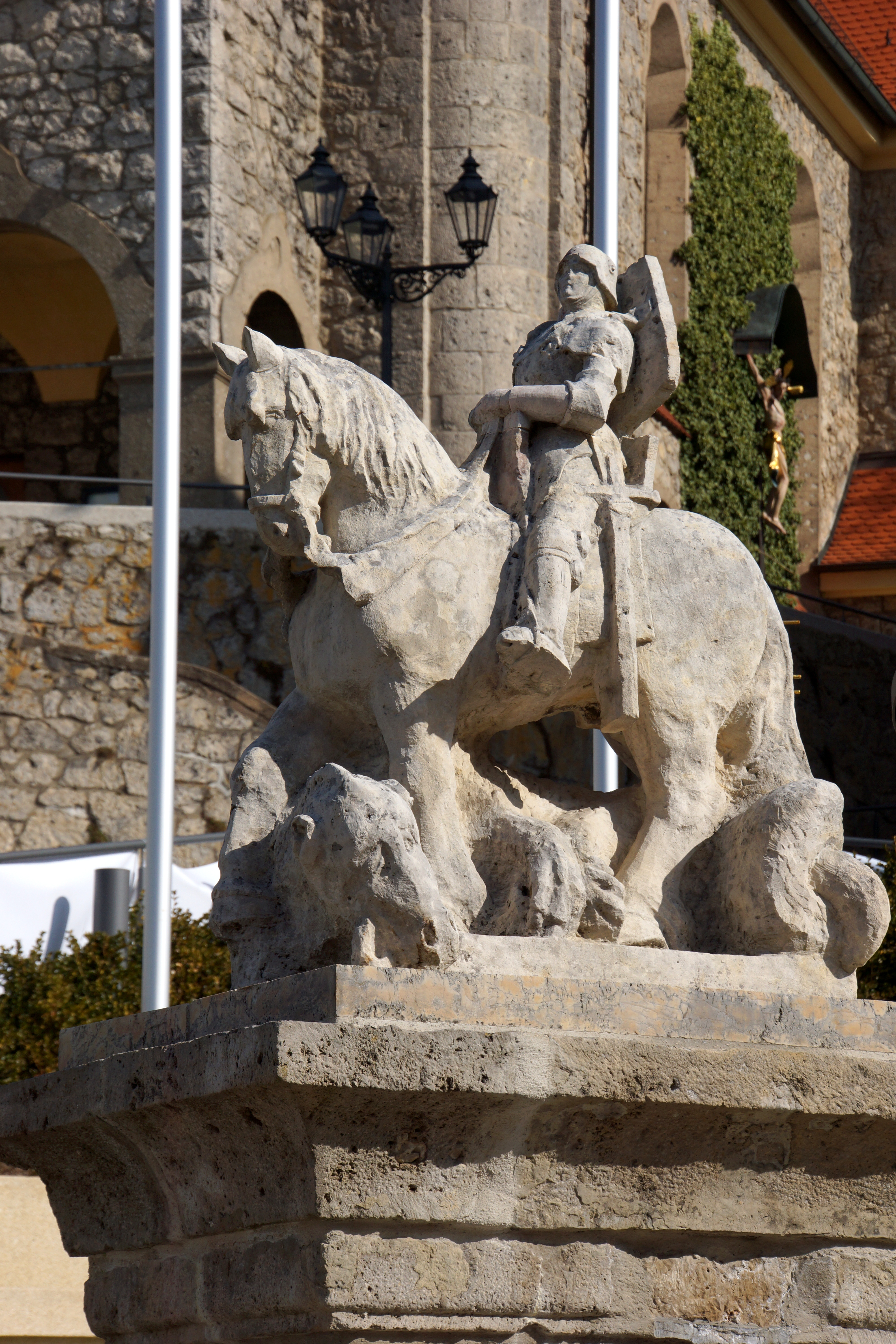
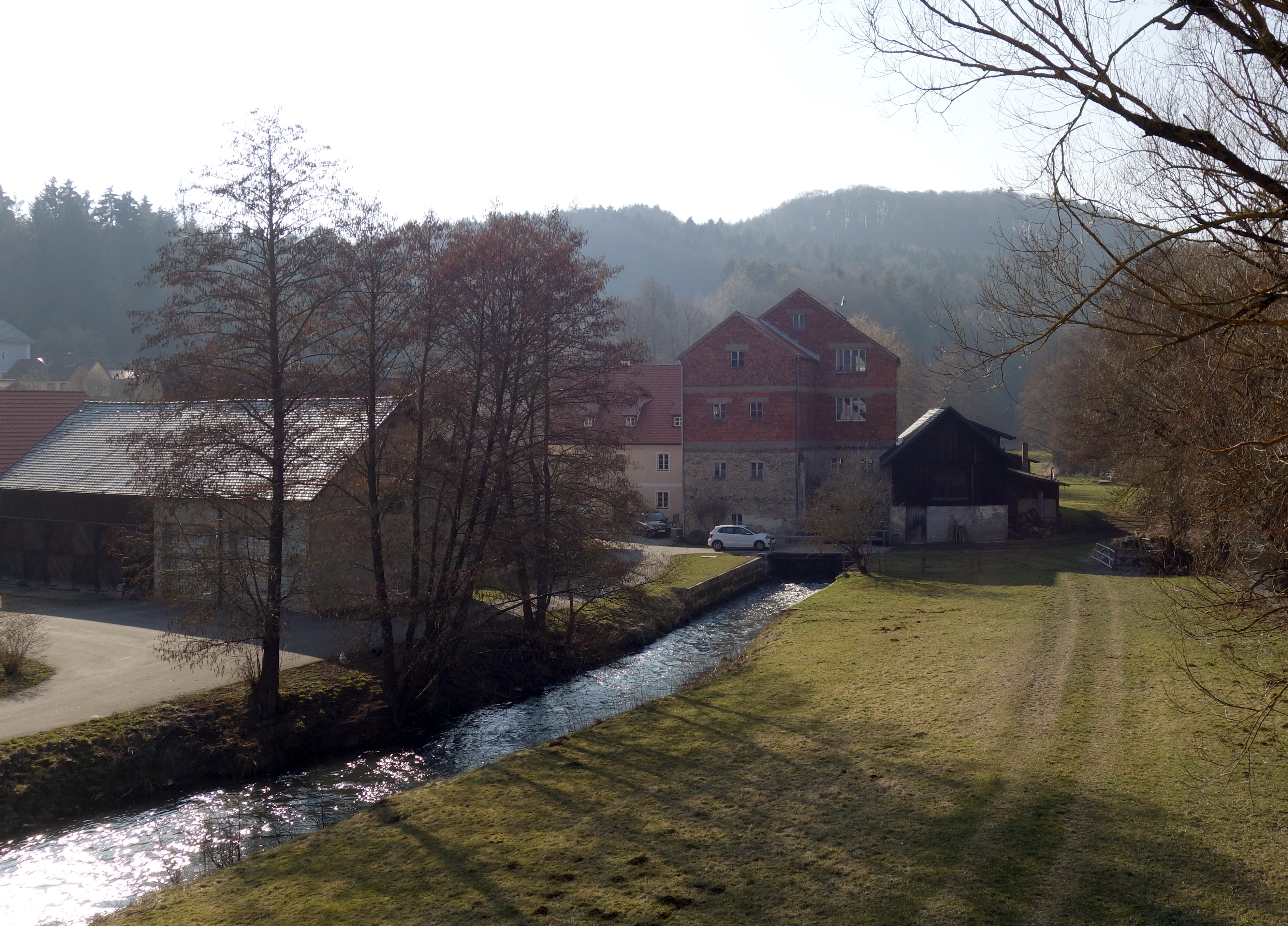
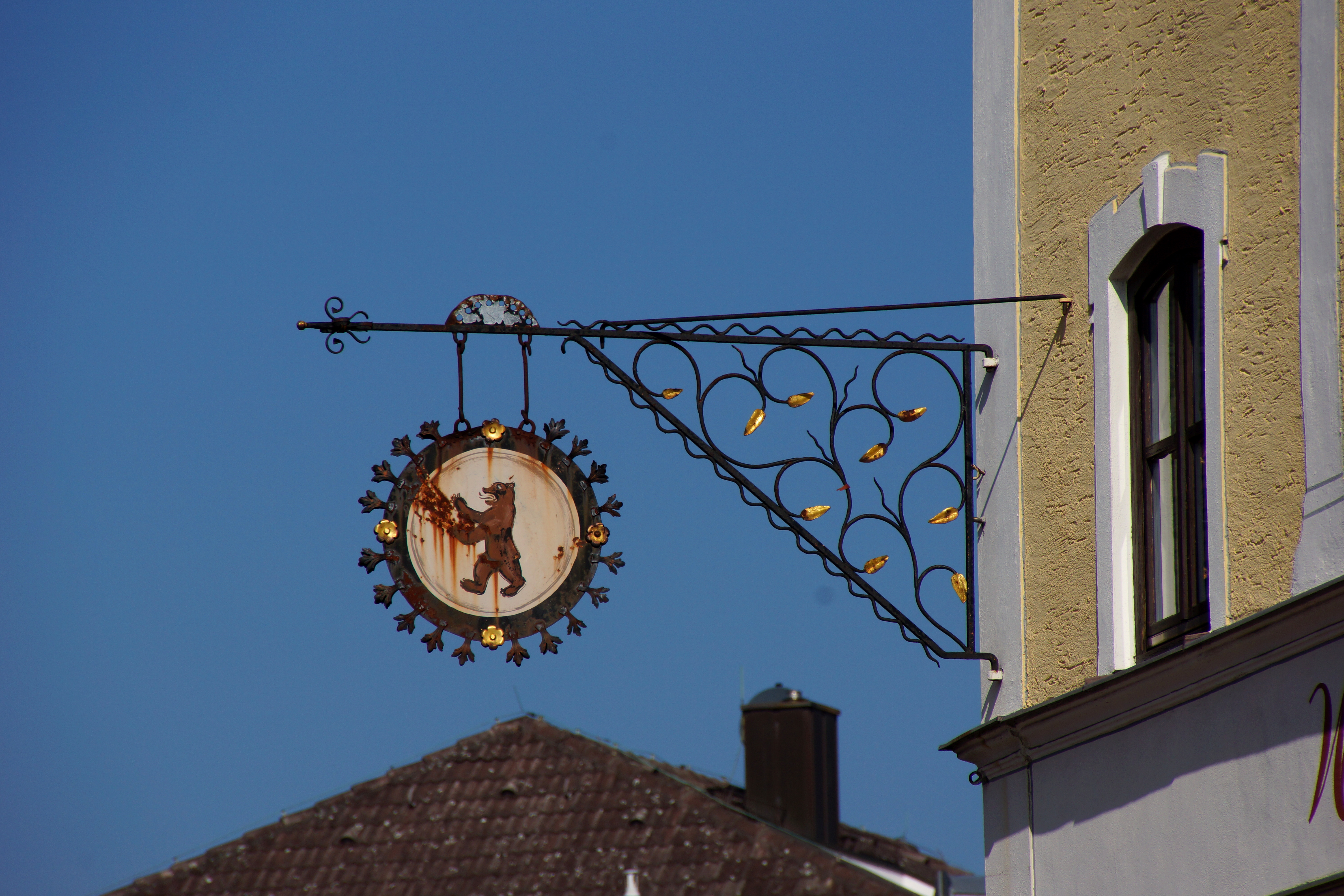
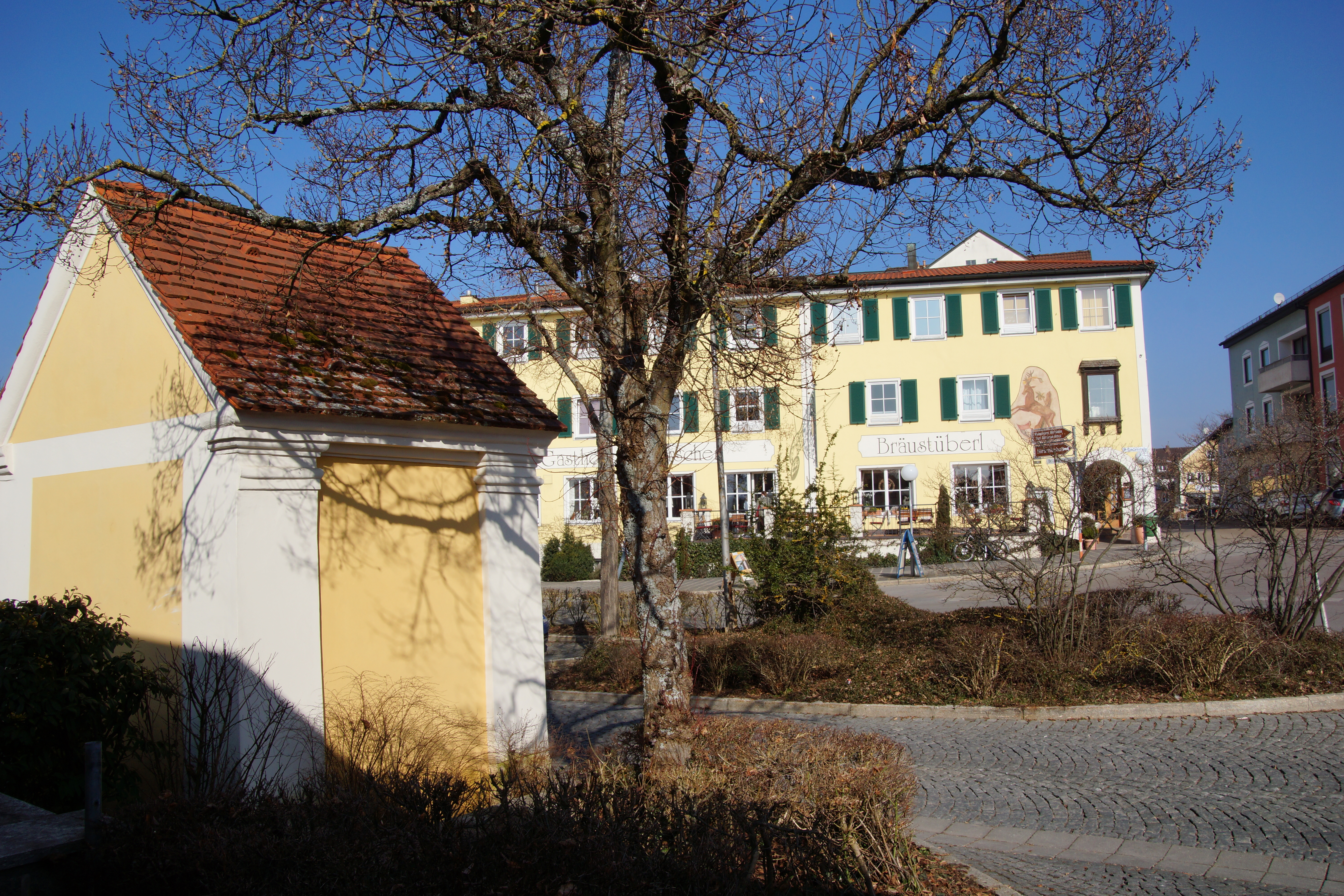
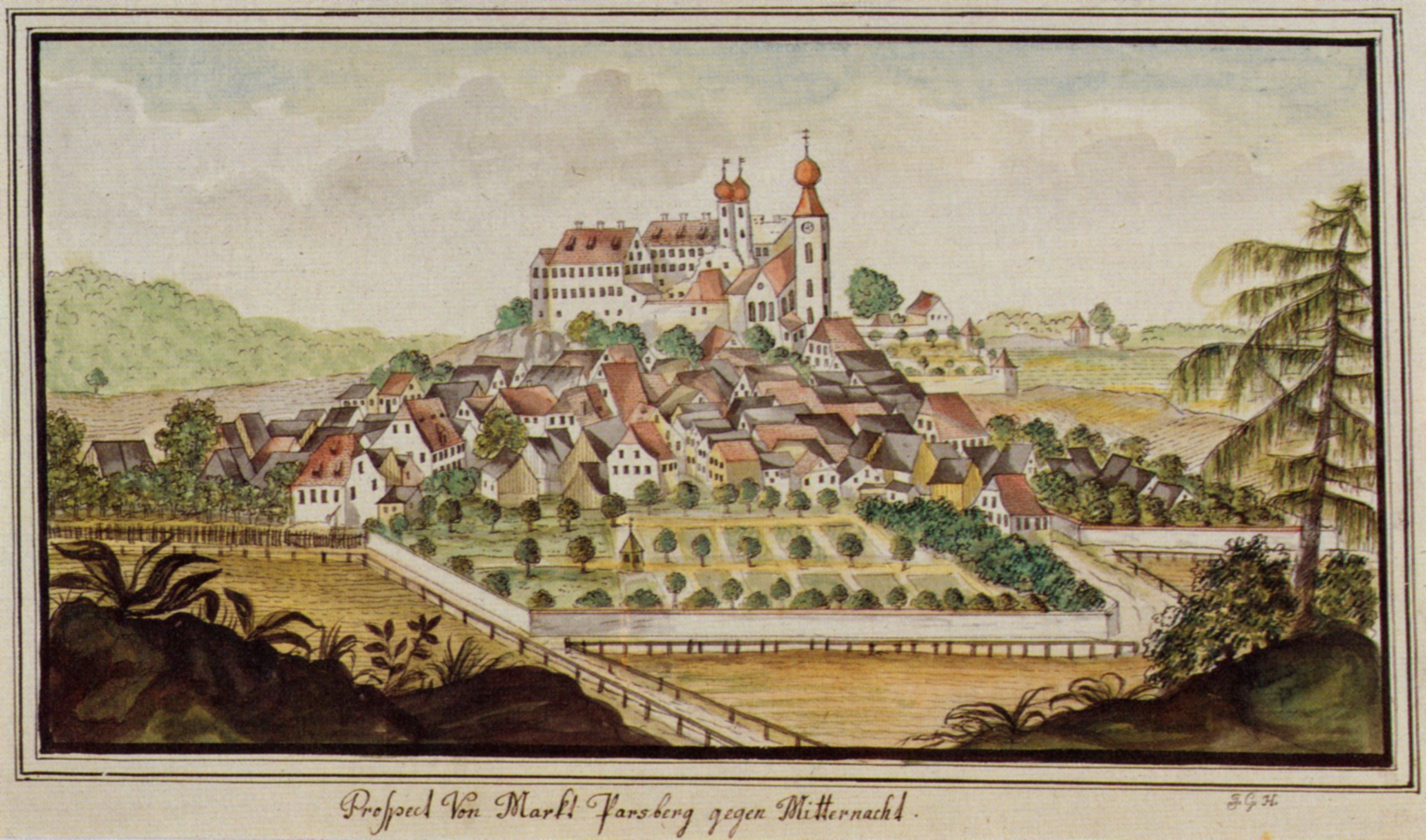
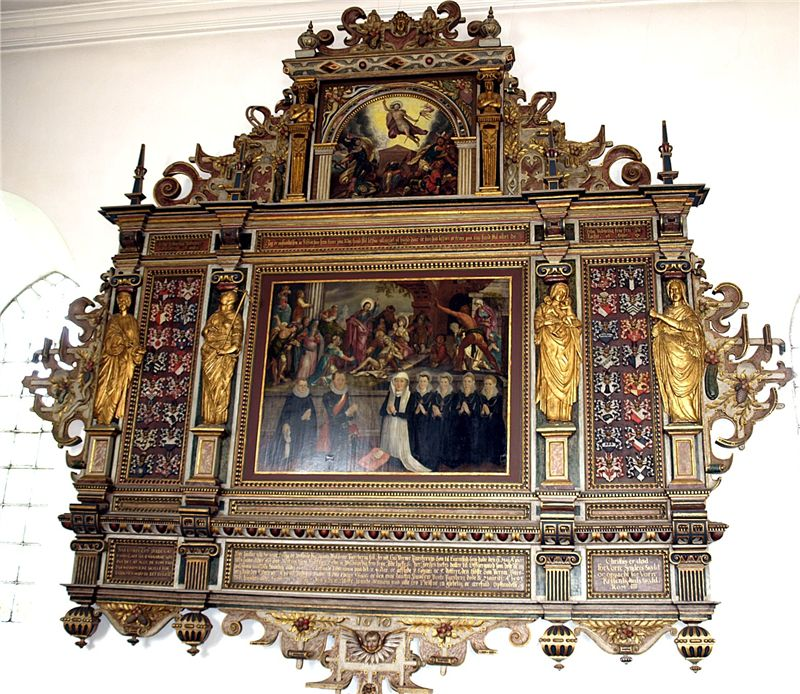
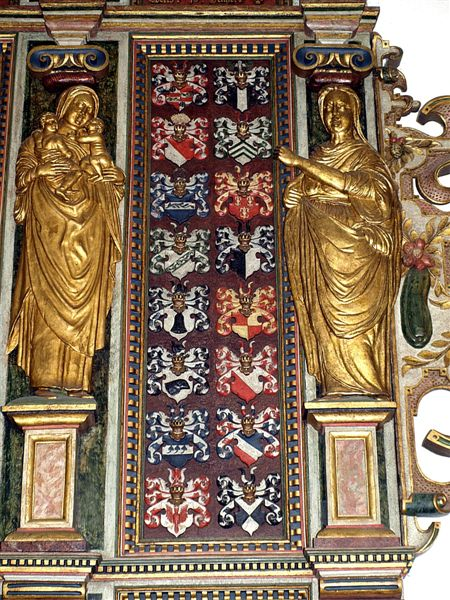
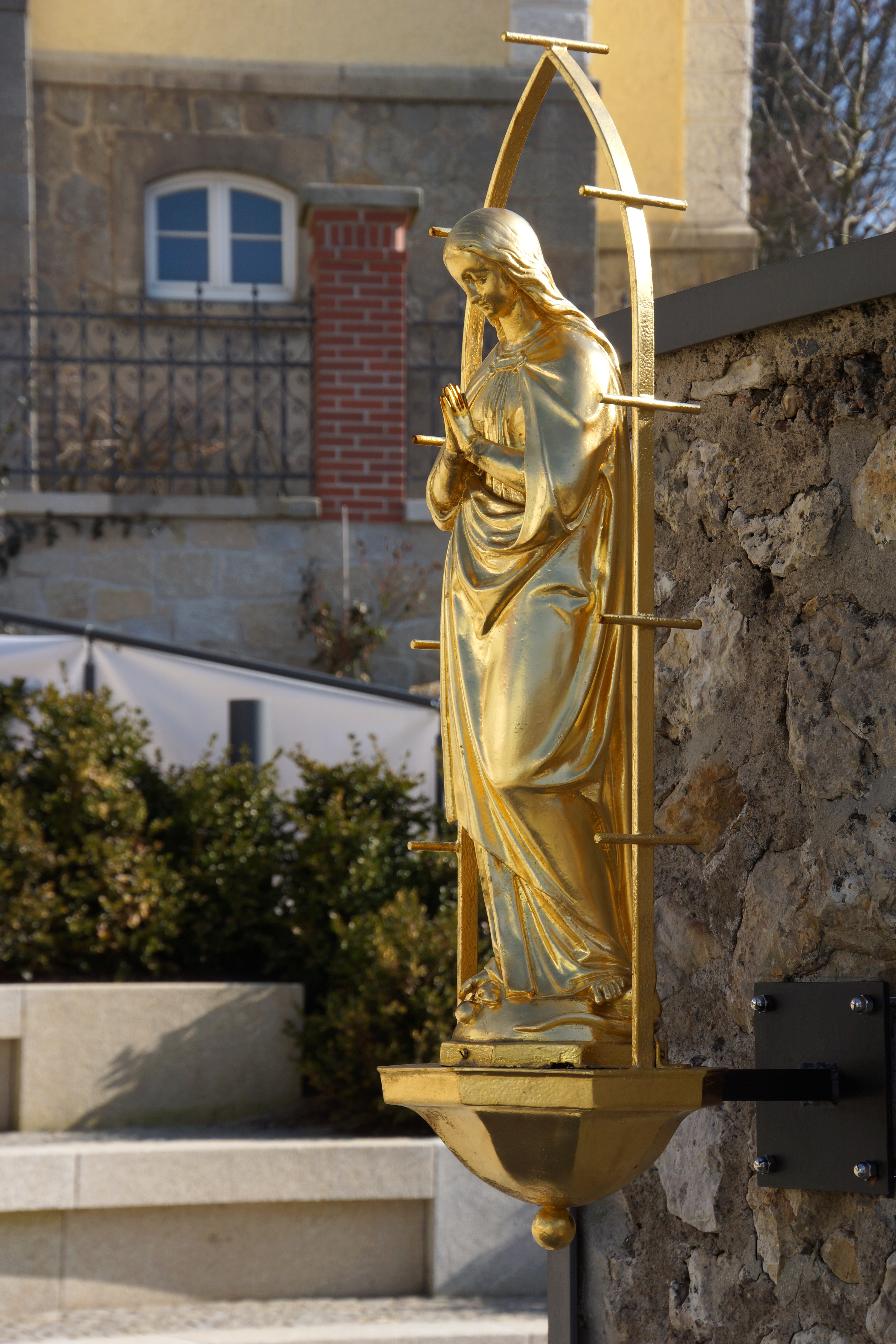
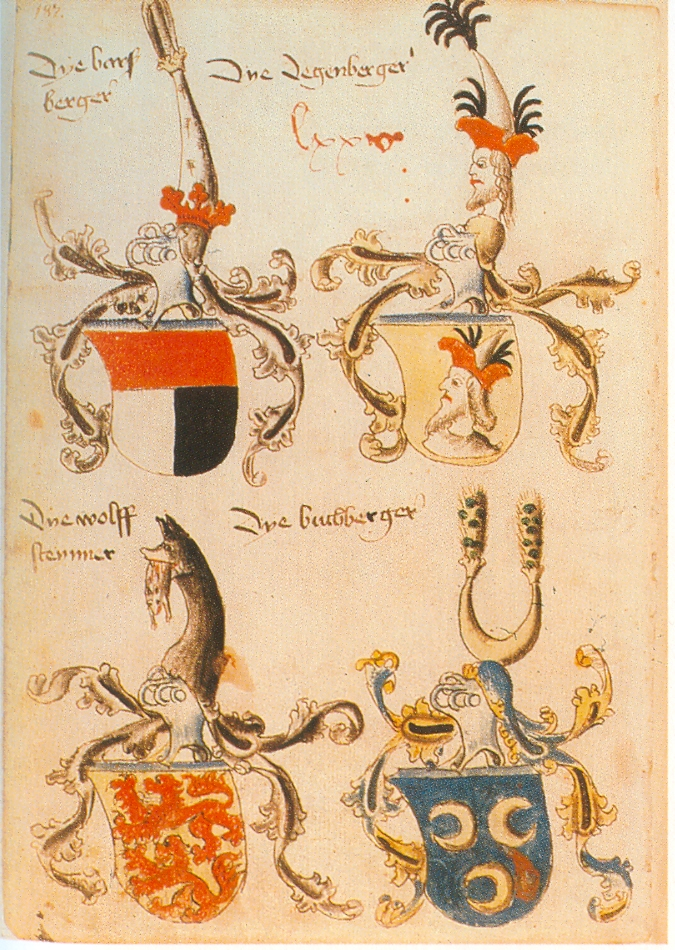
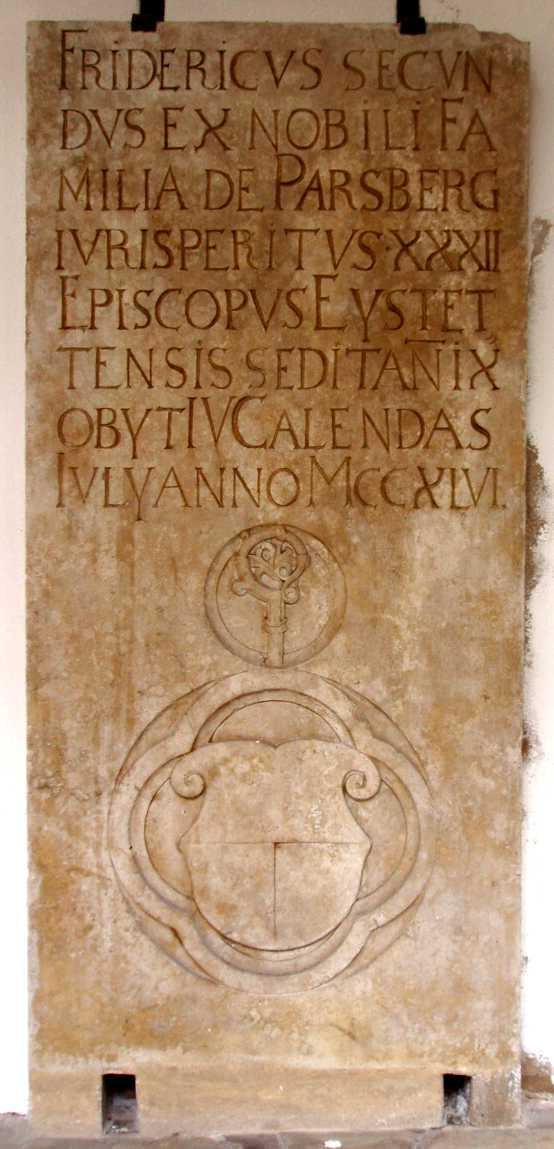
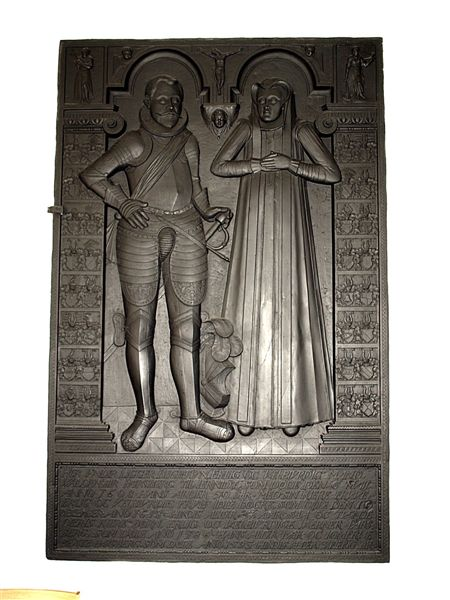